# Mellitzalm
Die Mellitzalm ist eine Alm in der Lasörlinggruppe in der Fraktion Moos der Gemeinde St. Veit in Defereggen.

## Lage
Die Mellitzalm liegt am Südabhang der Melspitze unterhalb des Talschlusses des Melitzgrabens, dem sogenannten Mel. Die Alm befindet sich dabei zwischen dem Durbach im Westen und dem Mellitzgraben im Osten. Die Mellitzalm ist durch eine Materialseilbahn mit der Ortschaft Mellitz verbunden. Ein Fahrweg auf die Alm existiert hingegen nicht. Das historische Almgebiet der Mellitzalm war vergleichsweise schmal und beschränkte sich auf die Südabhänge der Melspitze. Westlich lagen die Almgebiete der Durbachalm und der Kapaunalm, östlich das Almgebiet der Berglerbergalm.

## Geschichte
Die Entstehung der Mellitzalm geht auf die mittelalterliche Schwaige (Urhof) an der „Mellitzn“ zurück, die der Grundherrschaft der Grafen von Welsberg unterstand. Der Name Mellitz leitet sich vom slawischen „melu“ (Sand, mergliger Boden) ab. Im Franziszeischen Kataster sind für die Mitte des 19. Jahrhunderts vier größere und mehrere kleinere Almhütten verzeichnet. Ein Teil der Hütten ist heute fast 200 Jahre alt, andere sind neueren Ursprungs.

## Aufstiegsmöglichkeiten
Der schnellste Weg auf die Mellitzalm führt von der Ortschaft Mellitz von der Talstation der Materialseilbahn über den alten Almsteig steil durch den Wald oberhalb von Mellitz. Der Aufstieg über diesen Weg nimmt rund zwei Stunden in Anspruch. Des Weiteren ist die Mellitzalm an einen Wanderweg angebunden, der an der Waldgrenze die Almgebiete des sonnseitigen Teils des Defereggentals von West nach Ost verbindet.